# 僕はいない
「僕はいない」（ぼくはいない）は、日本の女性アイドルグループ・NMB48の楽曲。作詞は秋元康、作曲はaokadoが担当した。2016年8月3日にNMB48の15作目のシングルとしてよしもとアール・アンド・シー（laugh out loud! records）から発売された。楽曲のセンターポジションは渡辺美優紀が務めた。

## 背景とリリース
前作「甘噛み姫」から約3か月ぶりのシングル。通常盤 Type-A・B・C・D、劇場盤の5形態。今作から劇場盤の販売サイトは、これまでの「キャラアニ・チャンス」から、よしもとアール・アンド・シーが2016年より営業・流通業務を委託しているソニー・ミュージックマーケティングが運営する「forTUNE music」に変更された。
初選抜は皆無で、岸野里香が13thシングル「Must be now」以来10ヶ月ぶりの選抜復帰。前作「甘噛み姫」の選抜メンバーから市川美織と日下このみが外れた。9thシングル「高嶺の林檎」以来6作ぶりに選抜メンバーが16名に戻った。
センターポジションは2016年8月9日にグループを卒業した渡辺美優紀で、シングル表題曲で単独センターを務めるのはデビューシングル「絶滅黒髪少女」以来である。
今作は渡辺の「ラストシングル」と銘打った作品である。表題曲のセンターを務めるほか、共通カップリングには、ともに先頭に立ってグループを引っ張ってきた山本彩との最初で最後のデュエット曲「今ならば」が収録されている。山本が志願し作曲した本曲は、絶妙な距離感を保ってきた2人の関係性を表したものとなっている。劇場盤には、卒業ソングとしてのソロ曲「夢の名残り」が収録された。
Type-Dには須藤凜々花のソロ楽曲「ショートカットの夏」が収録された。NMB48のシングルにメンバーのソロ楽曲が収録されるのは山本彩、渡辺美優紀、山田菜々に続き4人目である。
「僕はいない」は、2016年6月29日放送の『テレ東音楽祭（3）』（テレビ東京）で初披露された。2016年7月22日放送の『ミュージックステーション』（テレビ朝日）では「僕はいない」のほか、「今ならば」もあわせて披露された。

## アートワーク
| 通常盤 Type-A 表 | （街頭広告）：山本彩・渡辺美優紀 / 太田夢莉・加藤夕夏・岸野里香・上西恵・須藤凜々花・山本彩・吉田朱里 |
| 通常盤 Type-A 裏 | チームNメンバー                                                                                       |
| 通常盤 Type-B 表 | （街頭広告）：白間美瑠・矢倉楓子 / 沖田彩華・白間美瑠・谷川愛梨・藤江れいな・村瀬紗英・矢倉楓子       |
| 通常盤 Type-B 裏 | チームMメンバー                                                                                       |
| 通常盤 Type-C 表 | （街頭広告）：太田夢莉・渋谷凪咲・須藤凜々花・薮下柊 / 渋谷凪咲・薮下柊・渡辺美優紀                   |
| 通常盤 Type-C 裏 | チームBIIメンバー                                                                                     |
| 通常盤 Type-D 表 | （街頭広告）：「僕はいない」選抜メンバー16名 / 山本彩・渡辺美優紀                                     |
| 通常盤 Type-D 裏 | 「僕はいない」選抜メンバー16名                                                                        |
| 劇場盤 表        | 渡辺美優紀                                                                                            |
| 劇場盤 裏        | さやみるきー（山本彩・渡辺美優紀）                                                                    |

アーティスト写真およびType-Dのジャケット写真については、選抜メンバーである矢倉楓子は撮影当日に体調不良で参加できなかったため、卒業アルバムの欠席者のように別枠に写っている。

## チャート成績
「僕はいない」のシングルCDは、2016年8月15日付オリコン週間シングルチャートにおいて初登場で1位にランクインした。同チャートにおけるNMB48のシングルの1位獲得は通算13作目となり女性グループ歴代シングル首位獲得数で5位になった。初動売上は約30.4万枚であった。

## ミュージック・ビデオ
「僕はいない」のミュージック・ビデオは、タイで撮影された。渡辺美優紀がタイを一人旅するという設定になっている。先述の通り、矢倉楓子は体調不良のため、ダンスバージョンには不参加。監督はスミスが担当した。
Team BII曲「妄想マシーン3号機」のミュージック・ビデオはTeam BIIのメンバー全員がチアガールの姿でパフォーマンスを披露している。同曲の振り付けは「ドリアン少年」のType-Cに収録のTeam BII曲「心の文字を書け!」から恒例となり、前回「フェリー」に続き日下このみが担当した（今回で4度目）。
撮影場所は下表の通り。
| 「僕はいない」           | ウッタヤチェルンカンチャナピセク公園、アトンの家、タッサニービーチ、サンパラヤビーチ、フアヒンナイトバザール、フアヒン市場、国鉄フアヒン駅（全てタイ王国） |
| 「空から愛が降って来る」 | 龍口寺（神奈川県藤沢市） |
| 「最後の五尺玉」         | エルシオン木更津（千葉県木更津市）、ホテルニューオータニ幕張（千葉県千葉市美浜区）                                                                         |
| 「妄想マシーン3号機」    | クロサワフィルムスタジオ（神奈川県） |
| 「今ならば」             | ロングウッドステーション（千葉県長生郡長柄町） |

## メディアでの使用
僕はいない
- ソニー・ミュージックマーケティング forTUNE music×NMB48 街頭ビジョン[29]

## シングル収録トラック

### 通常盤 Type-A
| #         | タイトル                                | 作詞      | 作曲      | 編曲      | 時間  |
| --------- | --------------------------------------- | --------- | --------- | --------- | ----- |
| 1.        | 「僕はいない」                          | 秋元康    | aokado    | 若田部誠  | 3:37  |
| 2.        | 「今ならば」(さやみるきー)              | 秋元康    | 山本彩    | 生田真心  | 4:03  |
| 3.        | 「空から愛が降って来る」(Team N)        | 秋元康    | Ichi      | 板垣祐介  | 4:38  |
| 4.        | 「僕はいない off vocal ver.」           |           | aokado    | 若田部誠  | 3:36  |
| 5.        | 「今ならば off vocal ver.」             |           | 山本彩    | 生田真心  | 4:03  |
| 6.        | 「空から愛が降って来る off vocal ver.」 |           | Ichi      | 板垣祐介  | 4:37  |
| 合計時間: | 合計時間:                               | 合計時間: | 合計時間: | 合計時間: | 24:34 |

| #  | タイトル                                                                            | 作詞 | 作曲・編曲 | 監督                 |
| -- | ----------------------------------------------------------------------------------- | ---- | ---------- | -------------------- |
| 1. | 「僕はいない（ミュージックビデオ）」                                                |      |            | スミス               |
| 2. | 「僕はいない（ミュージックビデオ ダンシングバージョン）」                           |      |            | スミス               |
| 3. | 「空から愛が降って来る（ミュージックビデオ）」                                      |      |            | 大久保拓朗、多田卓也 |
| 4. | 「特典映像「NMB48 Live House Tour 2016 Zepp Namba（3/30夜 - 西村愛華 卒業公演）」」 |      |            |                      |

### 通常盤 Type-B
| #         | タイトル                        | 作詞      | 作曲      | 編曲      | 時間  |
| --------- | ------------------------------- | --------- | --------- | --------- | ----- |
| 1.        | 「僕はいない」                  | 秋元康    | aokado    | 若田部誠  | 3:37  |
| 2.        | 「今ならば」(さやみるきー)      | 秋元康    | 山本彩    | 生田真心  | 4:03  |
| 3.        | 「最後の五尺玉」(Team M)        | 秋元康    | 外山大輔  | 原田ナオ  | 4:09  |
| 4.        | 「僕はいない off vocal ver.」   |           | aokado    | 若田部誠  | 3:36  |
| 5.        | 「今ならば off vocal ver.」     |           | 山本彩    | 生田真心  | 4:03  |
| 6.        | 「最後の五尺玉 off vocal ver.」 |           | 外山大輔  | 原田ナオ  | 4:09  |
| 合計時間: | 合計時間:                       | 合計時間: | 合計時間: | 合計時間: | 23:37 |

| #  | タイトル                                                            | 作詞 | 作曲・編曲 | 監督   |
| -- | ------------------------------------------------------------------- | ---- | ---------- | ------ |
| 1. | 「僕はいない（ミュージックビデオ）」                                |      |            | スミス |
| 2. | 「僕はいない（ミュージックビデオ ダンシングバージョン）」           |      |            | スミス |
| 3. | 「最後の五尺玉（ミュージックビデオ）」                              |      |            | 井上強 |
| 4. | 「特典映像「NMB48 Live House Tour 2016 Zepp Namba（3/31昼公演）」」 |      |            |        |

### 通常盤 Type-C
| #         | タイトル                             | 作詞      | 作曲      | 編曲      | 時間  |
| --------- | ------------------------------------ | --------- | --------- | --------- | ----- |
| 1.        | 「僕はいない」                       | 秋元康    | aokado    | 若田部誠  | 3:37  |
| 2.        | 「今ならば」(さやみるきー)           | 秋元康    | 山本彩    | 生田真心  | 4:03  |
| 3.        | 「妄想マシーン3号機」(Team BII)      | 秋元康    | 中村瑛彦  | 中村瑛彦  | 4:04  |
| 4.        | 「僕はいない off vocal ver.」        |           | aokado    | 若田部誠  | 3:36  |
| 5.        | 「今ならば off vocal ver.」          |           | 山本彩    | 生田真心  | 4:03  |
| 6.        | 「妄想マシーン3号機 off vocal ver.」 |           | 中村瑛彦  | 中村瑛彦  | 4:03  |
| 合計時間: | 合計時間:                            | 合計時間: | 合計時間: | 合計時間: | 23:26 |

| #  | タイトル                                                                            | 作詞 | 作曲・編曲 | 監督       |
| -- | ----------------------------------------------------------------------------------- | ---- | ---------- | ---------- |
| 1. | 「僕はいない（ミュージックビデオ）」                                                |      |            | スミス     |
| 2. | 「僕はいない（ミュージックビデオ ダンシングバージョン）」                           |      |            | スミス     |
| 3. | 「妄想マシーン3号機（ミュージックビデオ）」                                         |      |            | 大久保拓朗 |
| 4. | 「特典映像「NMB48 Live House Tour 2016 Zepp Namba（3/31夜 - 梅田彩佳 卒業公演）」」 |      |            |            |

### 通常盤 Type-D
| #         | タイトル                              | 作詞      | 作曲         | 編曲         | 時間  |
| --------- | ------------------------------------- | --------- | ------------ | ------------ | ----- |
| 1.        | 「僕はいない」                        | 秋元康    | aokado       | 若田部誠     | 3:37  |
| 2.        | 「今ならば」(さやみるきー)            | 秋元康    | 山本彩       | 生田真心     | 4:03  |
| 3.        | 「ショートカットの夏」(須藤凜々花)    | 秋元康    | つじたかひろ | つじたかひろ | 3:57  |
| 4.        | 「僕はいない off vocal ver.」         |           | aokado       | 若田部誠     | 3:36  |
| 5.        | 「今ならば off vocal ver.」           |           | 山本彩       | 生田真心     | 4:03  |
| 6.        | 「ショートカットの夏 off vocal ver.」 |           | つじたかひろ | つじたかひろ | 3:56  |
| 合計時間: | 合計時間:                             | 合計時間: | 合計時間:    | 合計時間:    | 23:12 |

| #  | タイトル                                                  | 作詞 | 作曲・編曲 | 監督     |
| -- | --------------------------------------------------------- | ---- | ---------- | -------- |
| 1. | 「僕はいない（ミュージックビデオ）」                      |      |            | スミス   |
| 2. | 「僕はいない（ミュージックビデオ ダンシングバージョン）」 |      |            | スミス   |
| 3. | 「今ならば（ミュージックビデオ）」                        |      |            | 多田卓也 |
| 4. | 「特典映像「NMB48 feat.吉本新喜劇 Vol.15」」              |      |            |          |
| 5. | 「特典映像「僕はいない（メイキングビデオ）」」            |      |            |          |

### 劇場盤
| #         | タイトル                      | 作詞      | 作曲         | 編曲      | 時間  |
| --------- | ----------------------------- | --------- | ------------ | --------- | ----- |
| 1.        | 「僕はいない」                | 秋元康    | aokado       | 若田部誠  | 3:37  |
| 2.        | 「今ならば」(さやみるきー)    | 秋元康    | 山本彩       | 生田真心  | 4:03  |
| 3.        | 「夢の名残り」(渡辺美優紀)    | 秋元康    | すみだしんや | 華原大輔  | 4:30  |
| 4.        | 「僕はいない off vocal ver.」 |           | aokado       | 若田部誠  | 3:36  |
| 5.        | 「今ならば off vocal ver.」   |           | 山本彩       | 生田真心  | 4:03  |
| 6.        | 「夢の名残り off vocal ver.」 |           | すみだしんや | 華原大輔  | 4:30  |
| 合計時間: | 合計時間:                     | 合計時間: | 合計時間:    | 合計時間: | 24:19 |

## 選抜メンバー
- 太田夢莉
- 沖田彩華
- 加藤夕夏
- 岸野里香
- 渋谷凪咲
- 上西恵
- 白間美瑠
- 須藤凜々花
- 谷川愛梨
- 藤江れいな
- 村瀬紗英
- 矢倉楓子
- 薮下柊
- 山本彩
- 吉田朱里
- 渡辺美優紀